# Dominicus Geyer
 Dominicus Geyer  (ur. w 1662, zm. w 1726) – prawdziwe nazwisko Mathias Xavier Geyer (imię zakonne Dominicus), 42 opat zakonu cystersów w Krzeszowie.
Dominik Geyer urodził się w Nysie w 1662. Kształcił się w jezuickim gimnazjum w Nysie. W młodzieńczym wieku zdarzył się nieszczęśliwy wypadek, który zadecydował o powołaniu Geyera. Przyczyną była kość, która utkwiła w gardle, w agonii za ocalenie życia Geyer ślubował pobożność, którą dotrzymał do końca. Wstąpił do zakonu cystersów. W wieku 34 lat został wybrany opatem zakonu cystersów w Krzeszowie. Dbał o rozkwit opactwa i stan podległych świątyń. W 1703 roku powiększył dobra krzeszowskie nabywając od rodu von Zedlitz zamek w Bolkowie z okolicznymi posiadłościami. W 1703 roku uzyskał potwierdzenie fundacji probostwa w Cieplicach dla klasztoru. W czasie swojego panowania doprowadził do rozkwitu rzemiosło i rozwinął handel, przyczynił się do rozkrzewienia tkactwa, które przynosiło spore dochody. W 1707 roku sprowadził do Chełmska Śląskiego grupę tkaczy czeskich i zbudował dla nich zespół 12 domów drewnianych. W czasie rządów utrzymywano kontakty z Polską, doprowadził klasztor do wzrostu i dobrobytu, Krzeszów stał się głównym miejscem pielgrzymek na Śląsku. Owocnie działało Bractwo św. Józefa. Odnowił w Krzeszowie i okolicy kult maryjny, kult św. Anny, kult figurki Emmanuela oraz Czternastu Świętych Wspomożycieli. Zgromadził środki na budowę kościoła klasztornego w Krzeszowie. W czasie jego rządów opactwo znajdowało się w rzędzie klasztorów błyszczących przykładem. Ostatnie lata opata Geyera były trudne z powodu płacenia wysokich podatków wprowadzonych w 1722 roku przez Karola VI. Po wylewie w 1723 roku w Świdnicy, który przeżył miał niesprawną prawą rękę. Zmarł w 1726 w Cieplicach w wieku 64 lat. Prosił, aby pochowano go przed ołtarzem Jezusa Emmanuela. Po wybudowaniu nowego kościoła klasztornego został pochowany w kaplicy św. Bernarda, płyta nagrobna opata została umieszczona w posadzce przed ołtarzem św. Bernarda z Clairvaux. Dominicus Geyer zbudował i zabezpieczył wiele kościołów i kaplic, zajmuje honorowe miejsce w historii śląskiego baroku. Zwracał uwagę z całą surowością na pobożność i wiarę. Zniósł własność prywatną mnichów.

## Dokonania
Zarządzając opactwem krzeszowskim stał się budowniczym szeregu obiektów kościołów i kaplic. Z jego inicjatywy m.in. wykonano:
- 1707 - wybudowano drewniane domy dla tkaczy w Chełmsku Śląskim, którym nadano imię Dwunastu Apostołów[2]
- przebudowano kapliczki Kalwarii krzeszowskiej, na kamienne.
- zbudowano kościół i szkołę w Cieplicach.
- zbudowano kościół w Witkowie.
- 1722 - budowa kościoła św. Anny w Chełmsku Śląskim
- zbudowano pałac opatów krzeszowskich w Świdnicy
- 1699 - budowa kościoła w Lubawce
- 1704 - zbudowano kościół w Starych Bogaczowicach
- 1707 - renowacja kaplicy św. Wawrzyńca na Śnieżce
- 1723 - zbudowano kościół pw. Świętych Wspomożycieli w Ulanowicach w miejsce drewnianego powstał większy murowany
- zbudowano kaplice św. Anny na zboczach góry Grabowiec, koło Sosnówki, na Pogórzu Karkonoskim
- 1703 - polecił wznieść w Starych Bogaczowicach dominialne zabudowania klasztorne – prepozyturę
- dominium cysterskie w Starych Bogaczowicach zostało powiększone o browar i słodownię
- ukończono całkowicie wnętrze sanktuarium św. Józefa w Krzeszowie.

Opat Dominik Geyer został sportretowany w przedsionku krzeszowskiego kościoła Matki Bożej i w mauzoleum Piastów

## Literatura
- H. Dziurla i K. Bobowski, Krzeszów uświęcony łaską, Wyd. Uniwersytet Wrocławski, Wrocław 1997 r., ISBN 83-229-1275-7.
- Dolny Śląsk. Monografia historyczna; pod red. Wojciecha Wrzesińskiego; Wydawnictwo Uniwersytetu Wrocławskiego; Wrocław 2006. ISBN 83-229-2763-0